# Vox Humana (album Kenny Loggins)
Vox Humana è il quinto album in studio da solista del musicista statunitense Kenny Loggins, pubblicato nel 1985.

## Tracce
1. Vox Humana – 4:11
2. No Lookin' Back – 4:51
3. Let There Be Love – 4:07
4. I'll Be There – 4:03
5. I'm Gonna Do It Right – 6:27
6. Forever – 4:26
7. At Last – 3:55
8. Loraine – 4:31
9. Love Will Follow – 7:12